# Lyndon B. Johnson
Lyndon Baines Johnson (27. srpna 1908 Stonewall, Texas – 22. ledna 1973 Stonewall, Texas) byl demokratický politik a 36. prezident Spojených států amerických.

## Mládí
Lyndon Johnson se narodil 27. srpna 1908 jako první z pěti dětí. Jeho otec podnikal a byl členem texaské Sněmovny reprezentantů. Navzdory tomu měla rodina finanční problémy. Po absolvování střední školy v roce 1924 střídal různá zaměstnání, až se v roce 1926 zapsal  Southwest Texas State Teachers College. Mezi lety 1928 až 1929 vyučoval na mexicko-americké škole, hluboce se jej dotkla chudoba studentů. V roce 1934 se seznámil s Lady Bird Johnsonovou, téhož roku se vzali. Narodily se jim dvě dcery.

## Vstup do politiky
V roce 1930 podporoval kampaň Richarda Kleberga. Po Klebergově zvolení do Kongresu pracoval jako jeho legislativní asistent a přestěhoval se do Washingtonu, D. C. Navazoval zde kontakty a v roce 1937 úspěšně kandidoval do Sněmovny reprezentantů. Profiloval se jako stoupenec Franklina Roosevelta. Mezi lety 1941-1942 sloužil šest měsíců u námořnictva. V roce 1941 rovněž kandidoval do Senátu, ale těsně prohrál. V roce 1948 kandidoval znovu a velmi těsně vyhrál. Ve funkci vydržel 12 let. V roce 1955 se stal nejmladším vůdcem většiny. I přes infarkt, jenž jej postihl v roce 1955, byl poměrně úspěšný.

## Viceprezident
V roce 1960 se snažil získat demokratickou nominaci na prezidenta, ale prohrál s Johnem F. Kennedym. Ten si jej ale vybral jako svého viceprezidenta. Johnsonovi však funkce nevyhovovala, cítil se méněcenný a měl pocit, že jej prezident ignoruje. K tomuto pocitu přispívalo i opovržení ze strany členů Kennedyho administrativy, především pak jeho bratra.

## Prezident
Dne 22. listopadu 1963 byl spáchán atentát na Johna F. Kennedyho. Ještě toho dne složil Johnson na palubě Air Force One přísahu a stal se 36. prezidentem Spojených států amerických. Ve své funkci se zasadil o přijetí zákona o občanských právech, jenž zakazoval diskriminaci na základě pohlaví a rasy, rovněž zakázal rasovou segregaci. V prezidentský volbách v roce 1964 proti Johnsonovi kandidoval Barry Goldwater. Johnson se prezentoval jako klidný a vyrovnaný, Goldwatera naopak označoval za extremistu, jenž chce zavléci zemi do jaderné války. Johnson ve volbách výrazně uspěl. Po incidentu v Tonkinském zálivu Lyndon Johnson nařídil odvetné nálety, stále však prohlašoval, že válku většího rozsahu nechce. Přes tyto sliby stále zvyšoval počet amerických vojáků ve Vietnamu, až na 550 000 v roce 1968. Po útoku partyzánů Vietkongu na americkou vojenskou základnu nařídil operaci Rolling Thunder, jenž měla zhoršit zásobování severovietnamských jednotek, avšak jejím výsledkem bylo i 182 000 mrtvých civilistů. Protože válka nevycházela dle předpokladů a Amerika měla velké ztráty a válka jen do roku 1967 stála 25 miliard dolarů, začala upadat Johnsonova popularita. Čím dál více se pořádaly, především studentské, demonstrace proti válce ve Vietnamu. Zároveň s tím se začala zhoršovat i domácí situace. Sociální problémy chudých občanů, především Afroameričanů, vedly k rozsáhlým protestům. Ofenzíva Tet velmi výrazně narušila veřejné mínění a snížila Johnsonovu popularitu. Souběžně s tím oznámili kandidaturu na demokratickou prezidentskou nominaci Eugene McCarthy a Robert Kennedy. 31. března 1968 Johnson v televizním projevu oznámil, že se nebude ucházet o demokratickou nominaci do prezidentských voleb.

## Po prezidentství a smrt
Po skončení mandátu se odstěhoval na svůj ranč do Texasu. Otevřel svou knihovnu a sepsal paměti. Trápilo jej zhoršující se zdraví. Prodělal několik infarktů. Zemřel 22. ledna 1973 ve věku 64 let.

## Vláda Lyndona Johnsona
| Vláda Lyndona Johnsona                            | Vláda Lyndona Johnsona    | Vláda Lyndona Johnsona |
| ------------------------------------------------- | ------------------------- | ---------------------- |
| Úřad                                              | Osoba                     | Období                 |
|                                                   |                           |                        |
| Prezident                                         | Lyndon B. Johnson         | 1963–1969              |
| Viceprezident                                     | Nejmenován                | 1963–1965              |
|                                                   | Hubert Humphrey           | 1965–1969              |
|                                                   |                           |                        |
| Ministr zahraničí                                 | Dean Rusk                 | 1963–1969              |
| Ministr financí                                   | C. Douglas Dillon         | 1963–1965              |
|                                                   | Henry H. Fowler           | 1965–1968              |
|                                                   | Joseph W. Barr            | 1968–1969              |
| Ministr obrany                                    | Robert McNamara           | 1963–1968              |
|                                                   | Clark M. Clifford         | 1968–1969              |
| Ministr spravedlnosti                             | Robert F. Kennedy         | 1963–1964              |
|                                                   | Nicholas de B. Katzenbach | 1964–1966              |
|                                                   | Ramsey Clark              | 1966–1969              |
| Ministr pošt                                      | John A. Gronouski         | 1963–1965              |
|                                                   | Larry O'Brien             | 1965–1968              |
|                                                   | W. Marvin Watson          | 1968–1969              |
| Ministr vnitra                                    | Stewart Lee Udall         | 1963–1969              |
| Ministr zemědělství                               | Orville Lothrop Freeman   | 1963–1969              |
| Ministr obchodu                                   | Luther Hartwell Hodges    | 1963–1965              |
|                                                   | John Thomas Connor        | 1965–1967              |
|                                                   | Alexander Buel Trowbridge | 1967–1968              |
|                                                   | Cyrus Rowlett Smith       | 1968–1969              |
| Ministr práce                                     | W. Willard Wirtz          | 1963–1969              |
| Ministr zdravotnictví, školství a sociálních věcí | Anthony Celebrezze        | 1963–1965              |
|                                                   | John William Gardner      | 1965–1968              |
|                                                   | Wilbur Joseph Cohen       | 1968–1969              |
| Ministr bytové výstavby a rozvoje měst            | Robert Clifton Weaver     | 1966–1968              |
|                                                   | Robert Coldwell Wood      | 1969                   |
| Ministr dopravy                                   | Alan Stephenson Boyd      | 1967–1969              |